# Senegalia
Senegalia, biljni rod iz porodice mahunarki opisan 1838. godine i smješten u tribus Acacieae. Postoji preko 200 priznatih vrsta po tropskim i suptropskim krajevima Afrike, Azije, Amerike i Australije.

## Vrste
1. Senegalia adenocalyx (Brenan & Exell) Kyal. & Boatwr.
2. Senegalia albizioides (Pedley) Pedley
3. Senegalia alemquerensis (Huber) Seigler & Ebinger
4. Senegalia alexae Seigler & Ebinger
5. Senegalia altiscandens (Ducke) Seigler & Ebinger
6. Senegalia amazonica (Benth.) Seigler & Ebinger
7. Senegalia amorimii M.J.F.Barros & M.P.Lima
8. Senegalia andamanica (I.C.Nielsen) Maslin, Seigler & Ebinger
9. Senegalia angustifolia (Lam.) Britton & Rose
10. Senegalia anisophylla (S.Watson) Britton & Rose
11. Senegalia ankokib (Chiov.) Kyal. & Boatwr.
12. Senegalia aristeguietana (L.Cárdenas) Seigler & Ebinger
13. Senegalia asak (Forssk.) Kyal. & Boatwr.
14. Senegalia ataxacantha (DC.) Kyal. & Boatwr.
15. Senegalia bahiensis (Benth.) Bocage & L.P.Queiroz
16. Senegalia baronii (Villiers & Du Puy) Boatwr.
17. Senegalia berlandieri (Benth.) Britton & Rose
18. Senegalia bonariensis (Gillies ex Hook. & Arn.) Seigler & Ebinger
19. Senegalia borneensis (I.C.Nielsen) Maslin, Seigler & Ebinger
20. Senegalia brevispica (Harms) Seigler & Ebinger
21. Senegalia burkei (Benth.) Kyal. & Boatwr.
22. Senegalia caesia (L.) Maslin, Seigler & Ebinger
23. Senegalia caffra (Thunb.) P.J.H.Hurter & Mabb.
24. Senegalia caraniana (Chiov.) Kyal. & Boatwr.
25. Senegalia catechu (L.f.) P.J.H.Hurter & Mabb.
26. Senegalia catharinensis (Burkart) Seigler & Ebinger
27. Senegalia cearensis V.Terra & F.C.P.Garcia
28. Senegalia chariessa (Milne-Redh.) Kyal. & Boatwr.
29. Senegalia cheilanthifolia (Chiov.) Kyal. & Boatwr.
30. Senegalia chundra (Roxb. ex Rottler) Maslin
31. Senegalia circummarginata (Chiov.) Kyal. & Boatwr.
32. Senegalia comosa (Gagnep.) Maslin, Seigler & Ebinger
33. Senegalia condyloclada (Chiov.) Kyal. & Boatwr.
34. Senegalia crassifolia (A.Gray) Britton & Rose
35. Senegalia croatii Seigler & Ebinger
36. Senegalia delavayi (Franch.) Maslin, Seigler & Ebinger
37. Senegalia densispina (Thulin) Kyal. & Boatwr.
38. Senegalia diadenia (R.Parker) Ragup., Seigler, Ebinger & Maslin
39. Senegalia donaldi (Haines) Ragup., Seigler, Ebinger & Maslin
40. Senegalia donnaiensis (Gagnep.) Maslin, Seigler & Ebinger
41. Senegalia duartei Seigler & Ebinger
42. Senegalia dudgeonii (Craib) Kyal. & Boatwr.
43. Senegalia ebingeri Seigler
44. Senegalia emilioana (Fortunato & Ciald.) Seigler & Ebinger
45. Senegalia × emoryana (Benth.) Britton & Rose
46. Senegalia eriocarpa (Brenan) Kyal. & Boatwr.
47. Senegalia erubescens (Welw. ex Oliv.) Kyal. & Boatwr.
48. Senegalia erythrocalyx (Brenan) Kyal. & Boatwr.
49. Senegalia etilis (Speg.) Seigler & Ebinger
50. Senegalia ferruginea (DC.) Pedley
51. Senegalia fiebrigii (Hassl.) Seigler & Ebinger
52. Senegalia flagellaris (Thulin) Kyal. & Boatwr.
53. Senegalia fleckii (Schinz) Boatwr.
54. Senegalia fumosa (Thulin) Kyal. & Boatwr.
55. Senegalia gageana (Craib) Maslin, Seigler & Ebinger
56. Senegalia galpinii (Burtt Davy) Seigler & Ebinger
57. Senegalia gaumeri (S.F.Blake) Britton & Rose
58. Senegalia giganticarpa (G.P.Lewis) Seigler & Ebinger
59. Senegalia gilliesii (Steud.) Seigler & Ebinger
60. Senegalia globosa (Bocage & Miotto) L.P.Queiroz
61. Senegalia goetzei (Harms) Kyal. & Boatwr.
62. Senegalia gourmaensis (A.Chev.) Kyal. & Boatwr.
63. Senegalia grandistipula (Benth.) Seigler & Ebinger
64. Senegalia grazielae M.J.F.Barros & M.P.Lima
65. Senegalia greggii (A.Gray) Britton & Rose
66. Senegalia guarensis (L.Cárdenas & F.García) Seigler & Ebinger
67. Senegalia hamulosa (Benth.) Boatwr.
68. Senegalia harleyi Seigler, Ebinger & P.G.Ribeiro
69. Senegalia hatschbachii Seigler, Ebinger & P.G.Ribeiro
70. Senegalia hayesii (Benth.) Britton & Rose
71. Senegalia hecatophylla (Steud. ex A.Rich.) Kyal. & Boatwr.
72. Senegalia hereroensis (Engl.) Kyal. & Boatwr.
73. Senegalia hildebrandtii (Vatke) Boatwr.
74. Senegalia hoehnei Seigler, M.P.Lima, M.J.F.Barros & Ebinger
75. Senegalia hohenackeri (Craib) Ragup., Seigler, Ebinger & Maslin
76. Senegalia huberi (Ducke) Seigler & Ebinger
77. Senegalia incerta (Hoehne) Seigler & Ebinger
78. Senegalia interior Britton & Rose
79. Senegalia intsia (L.) Maslin, Seigler & Ebinger
80. Senegalia irwinii Seigler, Ebinger & P.G.Ribeiro
81. Senegalia kallunkiae (J.W.Grimes & Barneby) Bocage & L.P.Queiroz
82. Senegalia kamerunensis (Gand.) Kyal. & Boatwr.
83. Senegalia kekapur (I.C.Nielsen) Maslin, Seigler & Ebinger
84. Senegalia kelloggiana (A.M.Carter & Rudd) C.E.Glass & Seigler
85. Senegalia klugii (Standl. ex J.F.Macbr.) Seigler & Ebinger
86. Senegalia kostermansii (I.C.Nielsen) Maslin, Seigler & Ebinger
87. Senegalia kraussiana (Meisn. ex Benth.) Kyal. & Boatwr.
88. Senegalia kuhlmannii (Ducke) Seigler & Ebinger
89. Senegalia lacerans (Benth.) Seigler & Ebinger
90. Senegalia laeta (R.Br. ex Benth.) Seigler & Ebinger
91. Senegalia langsdorffii (Benth.) Bocage & L.P.Queiroz
92. Senegalia lankaensis (Kosterm.) Ragup., Seigler, Ebinger & Maslin
93. Senegalia lasiophylla (Benth.) Seigler & Ebinger
94. Senegalia latifoliola (Kuntze) Seigler & Ebinger
95. Senegalia latistipulata (Harms) Kyal. & Boatwr.
96. Senegalia lenticularis (Buch.-Ham. ex Benth.) Ragup., Seigler, Ebinger & Maslin
97. Senegalia lewisii (Bocage & Miotto) L.P.Queiroz
98. Senegalia limae (Bocage & Miotto) L.P.Queiroz
99. Senegalia loetteri N.Hahn
100. Senegalia loretensis (J.F.Macbr.) Seigler & Ebinger
101. Senegalia lowei (L.Rico) Seigler & Ebinger
102. Senegalia lozanoi Britton & Rose
103. Senegalia lujae (De Wild. & T.Durand) Kyal. & Boatwr.
104. Senegalia macbridei (Britton & Rose ex J.F.Macbr.) Seigler & Ebinger
105. Senegalia macilenta (Rose) Britton & Rose
106. Senegalia macrostachya (Rchb. ex DC.) Kyal. & Boatwr.
107. Senegalia magnibracteosa (Burkart) Seigler & Ebinger
108. Senegalia mahrana (Thulin & Al-Gifri) Ragup., Seigler, Ebinger & Maslin
109. Senegalia manubensis (J.H.Ross) Kyal. & Boatwr.
110. Senegalia martii (Benth.) Seigler & Ebinger
111. Senegalia martiusiana (Steud.) Bocage & L.P.Queiroz
112. Senegalia maschalocephala (Griseb.) Britton & Rose
113. Senegalia mattogrossensis (Malme) Seigler & Ebinger
114. Senegalia meeboldii (Craib) Maslin, Seigler & Ebinger
115. Senegalia megaladena (Desv.) Maslin, Seigler & Ebinger
116. Senegalia mellifera (Benth.) Seigler & Ebinger
117. Senegalia menabeensis (Villiers & Du Puy) Boatwr.
118. Senegalia meridionalis (Villiers & Du Puy) Boatwr.
119. Senegalia merrillii (I.C.Nielsen) Maslin, Seigler & Ebinger
120. Senegalia micrantha Britton & Rose
121. Senegalia miersii (Benth.) Seigler & Ebinger
122. Senegalia mikanii (Benth.) Seigler & Ebinger
123. Senegalia mirandae (L.Rico) Seigler & Ebinger
124. Senegalia modesta (Wall.) P.J.H.Hurter
125. Senegalia moggii (Thulin & Tardelli) Kyal. & Boatwr.
126. Senegalia monacantha (Willd.) Bocage & L.P.Queiroz
127. Senegalia montigena (Brenan & Exell) Kyal. & Boatwr.
128. Senegalia montis-salinarum N.Hahn
129. Senegalia montis-usti (Merxm. & A.Schreib.) Kyal. & Boatwr.
130. Senegalia nigrescens (Oliv.) P.J.H.Hurter
131. Senegalia nitidifolia (Speg.) Seigler & Ebinger
132. Senegalia noblickii Seigler & Ebinger
133. Senegalia occidentalis (Rose) Britton & Rose
134. Senegalia ochracea (Thulin & A.S.Hassan) Kyal. & Boatwr.
135. Senegalia ogadensis (Chiov.) Kyal. & Boatwr.
136. Senegalia olivensana (G.P.Lewis) Seigler & Ebinger
137. Senegalia paganuccii Seigler, Ebinger & P.G.Ribeiro
138. Senegalia painteri Britton & Rose
139. Senegalia palawanensis (I.C.Nielsen) Maslin, Seigler & Ebinger
140. Senegalia paniculata (Willd.) Killip
141. Senegalia paraensis (Ducke) Seigler & Ebinger
142. Senegalia parviceps (Speg.) Seigler & Ebinger
143. Senegalia pedicellata (Benth.) Seigler & Ebinger
144. Senegalia peninsularis Britton & Rose
145. Senegalia pennata (L.) Maslin
146. Senegalia pentagona (Schumach.) Kyal. & Boatwr.
147. Senegalia persiciflora (Pax) Kyal. & Boatwr.
148. Senegalia pervillei (Benth.) Boatwr.
149. Senegalia petrensis (Thulin) Kyal. & Boatwr.
150. Senegalia phillippei Seigler & Ebinger
151. Senegalia piauhiensis (Benth.) Bocage & L.P.Queiroz
152. Senegalia picachensis (Brandegee) Britton & Rose
153. Senegalia piptadenioides (G.P.Lewis) Seigler & Ebinger
154. Senegalia pluricapitata (Steud.) Maslin, Seigler & Ebinger
155. Senegalia pluriglandulosa (Verdc.) Maslin, Seigler & Ebinger
156. Senegalia polhillii (Villiers & Du Puy) Boatwr.
157. Senegalia polyacantha (Willd.) Seigler & Ebinger
158. Senegalia polyphylla (DC.) Britton & Rose
159. Senegalia praecox (Griseb.) Seigler & Ebinger
160. Senegalia pruinescens (Kurz) Maslin, Seigler & Ebinger
161. Senegalia pseudointsia (Miq.) Maslin, Seigler & Ebinger
162. Senegalia pseudonigrescens (Brenan & J.H.Ross) Kyal. & Boatwr.
163. Senegalia pteridifolia (Benth.) Seigler & Ebinger
164. Senegalia purpusii (Brandegee) Britton & Rose
165. Senegalia quadriglandulosa (Mart.) Seigler & Ebinger
166. Senegalia recurva (Benth.) Seigler & Ebinger
167. Senegalia reniformis (Benth.) Britton & Rose
168. Senegalia rhytidocarpa (L.Rico) Seigler & Ebinger
169. Senegalia ricoae (Bocage & Miotto) L.P.Queiroz
170. Senegalia riparia (Kunth) Britton & Rose
171. Senegalia robynsiana (Merxm. & A.Schreib.) Kyal. & Boatwr.
172. Senegalia roemeriana (Scheele) Britton & Rose
173. Senegalia rostrata (Humb. & Bonpl. ex Willd.) Seigler & Ebinger
174. Senegalia rovumae (Oliv.) Kyal. & Boatwr.
175. Senegalia rugata (Lam.) Britton & Rose
176. Senegalia sakalava (Drake) Boatwr.
177. Senegalia saltilloensis Britton & Rose
178. Senegalia schlechteri (Harms) Kyal. & Boatwr.
179. Senegalia schweinfurthii (Brenan & Exell) Seigler & Ebinger
180. Senegalia seigleri Ebinger
181. Senegalia senegal (L.) Britton
182. Senegalia serra (Benth.) Seigler & Ebinger
183. Senegalia somalensis (Vatke) Kyal. & Boatwr.
184. Senegalia sororia (Standl.) Britton & Rose
185. Senegalia stenocarpa Seigler & Ebinger
186. Senegalia subangulata (Rose) Britton & Rose
187. Senegalia subsessilis Britton & Rose
188. Senegalia sulitii (I.C.Nielsen) Maslin, Seigler & Ebinger
189. Senegalia tamarindifolia (L.) Britton & Rose
190. Senegalia tanganyikensis (Brenan) Kyal. & Boatwr.
191. Senegalia tawitawiensis (I.C.Nielsen) Maslin, Seigler & Ebinger
192. Senegalia taylorii (Brenan & Exell) Kyal. & Boatwr.
193. Senegalia teniana (Harms) Maslin, Seigler & Ebinger
194. Senegalia tenuifolia (L.) Britton & Rose
195. Senegalia tephrodermis (Brenan) Kyal. & Boatwr.
196. Senegalia thailandica (I.C.Nielsen) Maslin, Seigler & Ebinger
197. Senegalia thomasii (Harms) Kyal. & Boatwr.
198. Senegalia tonkinensis (I.C.Nielsen) Maslin, Seigler & Ebinger
199. Senegalia torta (Roxb.) Maslin, Seigler & Ebinger
200. Senegalia trijuga (Rizzini) Seigler & Ebinger
201. Senegalia tucumanensis (Griseb.) Seigler & Ebinger
202. Senegalia × turneri Seigler, Ebinger & C.E.Glass
203. Senegalia velutina (DC.) Bocage & L.P.Queiroz
204. Senegalia venosa (Hochst. ex Benth.) Kyal. & Boatwr.
205. Senegalia verheijenii (I.C.Nielsen) Maslin, Seigler & Ebinger
206. Senegalia vietnamensis (I.C.Nielsen) Maslin, Seigler & Ebinger
207. Senegalia weberbaueri (Harms) Seigler & Ebinger
208. Senegalia welwitschii (Oliv.) Kyal. & Boatwr.
209. Senegalia westiana (DC.) Britton & Rose
210. Senegalia wrightii (Benth.) Britton & Rose
211. Senegalia yunnanensis (Franch.) Maslin, Seigler & Ebinger
212. Senegalia × zamudioi Seigler, Ebinger & C.E.Glass
213. Senegalia zizyphispina (Chiov.) Kyal. & Boatwr